# Zastępstwo
Zastępstwo (ang. The Substitute) – amerykański telewizyjny dreszczowy film dramatyczny z 1993 roku w reżyserii Martina Donovana.
W 1995 roku podczas 14. edycji CableACE Award Gerald Gouriet był nominowany do nagrody CableACE w kategorii Original Score.

## Fabuła
Doskonała, wielbiona przez młodzież nauczycielka literatury odkrywa, że jej mąż zdradza ją z jedną ze swoich studentek. Pozoruje ona wyjazd do swojej matki, by wieczorem zaskoczyć ich we własnym domu. W spalonym domu policja odnalazła dwa zwęglone ciała. Nauczycielka zaginęła i nigdy nie została odnaleziona. Rok po tym zdarzeniu do lokalnej uczelni w Baker Springs zostaje zaangażowana w ramach zastępstwa nowa nauczycielka literatury. Śmierć nauczycielki, jest pierwszą z serii tajemniczych zbrodni. Jeden ze studentów odkrywa, że nowa nauczycielka nie jest tą osobą za, którą się podaje.

## Obsada
Źródło: Filmweb

- Molly Parker – Courtney
- Amanda Donohoe – Gayle Richards/Laura Ellington
- Dalton James – Josh Wyatt
- Natasha Gregson Wagner – Jenny
- Mark Wahlberg – Ryan Westerberg
- Eugene Robert Glazer – Ben Wyatt
- David Frankham – Riggs
- Cusse Mankuma – Bernard
- Fran Gebhard – nauczycielka
- Lossen Chambers – Kim
- Pat Bermel – Frank
- D. Neil Mark – Rusty
- Martin Martinuzzi – Doug Richards
- Gary Mauro
- Glen Mauro
- Justine Priestley – Claire Bilino